# Armada del Ejército Popular de Liberación

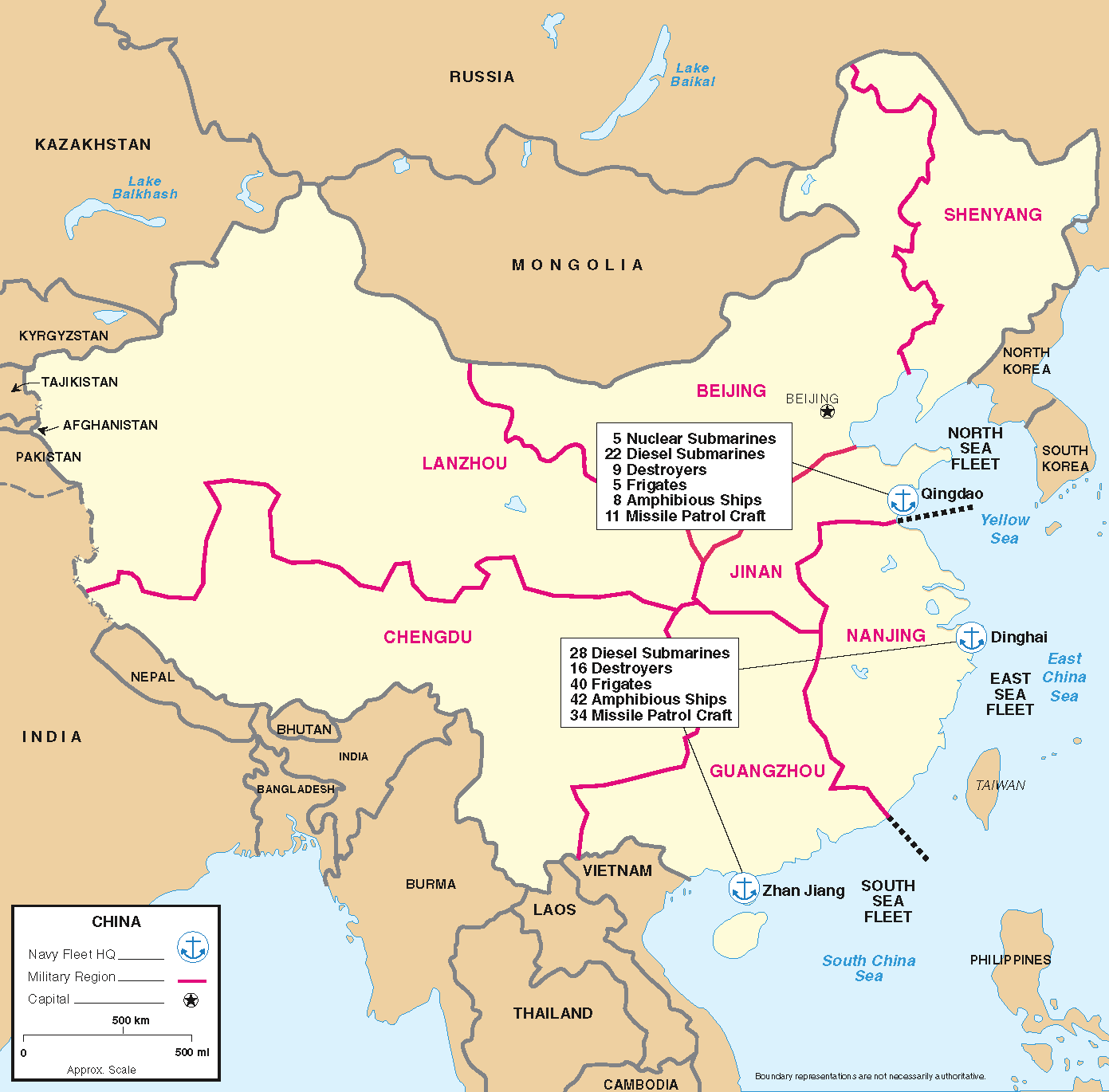
Principales unidades navales de la AEPL.

La Armada del Ejército Popular de Liberación (en chino: 中国人民解放军海军) o PLAN (siglas del inglés People's Liberation Army Navy) es el componente naval del Ejército Popular de Liberación, y el principal componente militar de la República Popular China. Desde principios de la década de 1990, la Armada comenzó un rápido proceso de modernización. Con un personal estimado en los 250.000 hombres, incluyendo los 35.000 de las fuerzas de defensa costera, los 56.000 del Cuerpo de Marines de la Armada del Ejército Popular de Liberación y los 56.000 de la Fuerza Aérea de la Armada del Ejército Popular de Liberación, que cuentan con varios cientos de aeronaves y helicópteros basados en tierra y helicópteros basados en buques. Como parte de su programa de modernización, la Armada planea devenir en una Armada de aguas azules o de aguas profundas.
Desde el año 2008 los medios oficiales chinos en inglés sustituyeron el término "Armada del Ejército Popular de Liberación" por el de "Armada China" junto a la adopción del prefijo “CNS” (por Chinese Navy Ship), similar al que utilizan otras Armadas como la británica, "HMS" (por Her Majesty Ship), o la estadounidense, "USS" (por United States Ship).

## Misiones

### Tiempos de paz
- Patrullar el mar territorial
- Establecer presencia en aguas territoriales en disputa y proteger los intereses del país
- Antipiratería, anti contrabando, búsqueda y rescate
- Asegurar las aguas territoriales
- Proporcionar soporte logístico a las guarniciones isleñas
- Asegurar las líneas de comunicación marítimas

### Tiempos de guerra
- Defensa litoral de los mares locales
- Bloqueo o protección de rutas de navegación vitales
- Transporte táctico, soporte y operaciones anfibias
- Defensa aérea
- Operaciones antisubmarinas
- Combatir flotas enemigas
- Proporcionar soporte logístico a las guarniciones isleñas

## Historia
La Armada del Ejército Popular de Liberación traza su linaje a unidades de la Armada de la República de China que desertaron y se unieron al Ejército Popular de Liberación al final de la guerra civil china. En 1949, Mao Tse-tung afirmó que “para oponerse a las agresiones imperialistas, debemos construir una armada poderosa”. Durante las operaciones de desembarco en Hainan, los comunistas usaron juncos de madera para cañones de montaña, transportes y naves de guerra contra la Armada de la República de China.
La Academia Naval fue creada en Dalian el 22 de noviembre de 1949, compuesta en su mayoría por instructores soviéticos. La Armada fue establecida en septiembre de 1950 mediante la consolidación de las fuerzas navales regionales bajo el comando del Departamento del Estado Mayor General en Jiangyan, hoy Taizhou, provincia de Jiangsu. Al comienzo, consistió en una variada colección de barcos y embarcaciones capturadas de las fuerzas del Kuomintang. A ésta se le añadió la Fuerza Aérea de la Armada dos años después.
Para 1954 había en China un estimado de 2.500 asesores navales soviéticos, probablemente un asesor por cada treinta miembros de la marina y la Unión Soviética comenzó a proveer buques modernos. Con la ayuda soviética, la armada se reorganizó entre 1954 y 1955 en tres flotas: la Flota del Mar del Norte (Mar Amarillo), Flota del Mar del Este (Mar de China Oriental) y Flota del Mar del Sur (Mar de la China Meridional). También se estableció un cuerpo de Almirantes y otros oficiales navales separados de los rangos de las Fuerzas Terrestres. En cuanto a las construcciones navales, primero recibieron asistencia soviética, luego comenzaron a copiar diseños soviéticos sin ayuda y finalmente comenzaron a construir diseños propios. La asistencia soviética progresó al punto que la idea de una flota chino-soviética conjunta del Pacífico fue discutida.
En la década de 1970, cuando se asignó aproximadamente el 20% presupuesto de defensa a las fuerzas navales, la Marina creció de manera espectacular: La fuerza de submarinos convencionales aumentó de 35 a 100 buques, el número de barcos que transportaban misiles creció de 20 a 200 y aumentó la producción de barcos de superficie más grandes, incluidos barcos de apoyo para operaciones oceánicas. La Marina también comenzó el desarrollo de submarinos de ataque nuclear (SSN) y submarinos de misiles balísticos de propulsión nuclear (SSBN).
En la década de 1980, bajo el liderazgo del comandante naval en jefe Liu Huaqing, la armada se convirtió en una potencia naval regional, aunque la construcción naval continuó a un nivel algo inferior al de la década de 1970. Liu Huaqing fue un oficial del ejército que pasó la mayor parte de su carrera en puestos administrativos relacionados con la ciencia y la tecnología. No fue hasta 1988 que la Armada del Ejército Popular de Liberación fue dirigida por un Oficial Naval. Liu también estaba muy cerca de Deng Xiaoping, ya que sus esfuerzos de modernización estaban muy en consonancia con las políticas nacionales de Deng. El 14 de marzo de 1988, las fuerzas navales chinas y vietnamitas se enfrentaron en el Arrecife Johnson del Sur en las Islas Spratly, un enfrentamiento involucró a tres fragatas de la Marina china.

## Actualidad
Para una información más detallada ver: Lista de barcos de la Armada del Ejército Popular de Liberación
| Submarinos                                         |   |     | |
| Submarinos Nucleares de Misiles Balísticos         | 2 | 7   | Tipo 094                                                                                              |
| Submarinos Nucleares de Ataque                     |   | 9   | Tipo 093, Tipo 091                                                                                    |
| Submarinos Convencionales de Misiles Balísticos    |   | 1   | Tipo 032                                                                                              |
| Submarinos Convencionales de Ataque                |   | 45  | Tipo 039A, Tipo 039, Tipo 035, Clase Kilo                                                             |
| Principales Buques de Combate                      |   |     | |
| Portaaviones                                       |   | 3   | Fujian (18), Shandong (17), Liaoning (16),                                                            |
| Destructores                                       |   | 49  | Tipo 055, Tipo 052D, Tipo 052C, Tipo 052B, Tipo 052, Tipo 051C, Tipo 051B, Tipo 051, Clase Sovremenny |
| Fragatas                                           |   | 42  | Tipo 054B, Tipo 054A, Tipo 054, Tipo 053H3                                                            |
| Corbetas                                           |   | 72  | Tipo 056                                                                                              |
| Patrulleras Costeras                               |   |     | |
| Barcos lanzamisiles                                |   | 107 | Tipo 022, Tipo 037                                                                                    |
| Cazasubmarinos                                     |   | 26  | Tipo 037                                                                                              |
| Cañoneros                                          |   | 17  | Tipo 062                                                                                              |
| Dragaminas                                         |   | 36  | Tipo 010, Tipo 081, Tipo 082, Tipo 529                                                                |
| Buque de Guerra Anfibia                            |   |     | |
| Barco-muelle de aterrizaje para helicópteros (LHD) |   | 3   | Tipo 076, Tipo 075                                                                                    |
| Barco-muelle de transporte anfibio (LPD)           |   | 8   | Tipo 071                                                                                              |
| Buque de desembarco medio (LSM)                    |   | 36  | Tipo 074, Tipo 271                                                                                    |
| Buque de desembarco de tanques (LST)               |   | 36  | Tipo 072                                                                                              |
| Otros                                              |   |     | |
| Buques de reabastecimiento                         |   | 16  | |
| Auxiliares                                         |   | 233 | |